# 陸軍海上挺進戦隊
陸軍海上挺進戦隊（りくぐんかいじょうていしんせんたい。「挺身」は誤り）とは、太平洋戦争中に日本陸軍が編成した特攻艇部隊のことである。水上挺進隊と呼ばれることもある。小型戦闘舟艇である四式肉薄攻撃艇（マルレ：連絡艇の頭文字レに○の秘匿名称）を装備した。マルレは、当初は搭載した爆雷を投下して攻撃する計画だったが、実際には、しばしば体当たりする特攻兵器として実戦に投入された。

## 概要
1944年（昭和19年）7月16日に、陸軍内で海上特攻研究班が設置され、マルレ艇による攻撃部隊の研究が始まった。そして、同年8月に小豆島船舶幹部候補生隊で海上挺進第1-10戦隊が仮編成され、さっそく訓練に着手した。これら10個戦隊は、同年9月1日以降に広島県の江田島幸の浦で編成完結した。翌10月には第11-30戦隊が続いた。その後も本土決戦用に増設が続き、第31-40戦隊が編成完結。さらに第41-53戦隊も編成が進められたが、第51戦隊と第52戦隊が完結したのを除き、仮編成されての訓練途上で終戦を迎えた。
1個戦隊は本部と3個中隊（各マルレ30隻）から成り、中隊は本部と3個群（各マルレ9隻）から成っていた。1個戦隊の兵力は、戦隊長以下隊員104名とマルレ100隻、自衛火器として短機関銃4挺と拳銃を保有した。人員は、陸軍士官学校第51-54期出身の少佐・大尉を戦隊長とし、中隊長は陸士57期の中尉・少尉が中心、群長（小隊長）以下の幹部は学徒出陣の船舶幹部候補生や陸軍予備士官学校出身者などが充てられた。一般隊員は未成年で志願した船舶特別幹部候補生であった。幹部を含め16-25歳程度の若い将兵だけで構成された。
編成された部隊のうち第30戦隊まではフィリピンや沖縄、台湾などに配備された。輸送途中で搭乗船団が攻撃されて消耗した部隊も多いが、ルソン島の戦いや沖縄戦では実戦に参加した。マルレを消耗した後は、陸上戦闘に協力した。後半に編成された第31戦隊以降は訓練完了次第、本土決戦に備えて日本各地に展開した。末期の訓練生のなかには訓練中に広島市への原子爆弾投下を受け、その救出活動に出動したため被曝した者が多い。
もともと日本陸軍は、上陸用舟艇の大発や特殊船と称する揚陸艦など、艦船部隊を豊富に有していた。このように海へ深くかかわった日本陸軍であったからこそ、通常なら海軍が所管するような突撃艇部隊を編成できたと考えられる。

## 関連部隊
実際にマルレを操縦して戦闘する海上挺進戦隊のほかに、後方支援にあたる海上挺進基地大隊と、複数の挺進戦隊や基地大隊を統括指揮する海上挺進基地隊本部が編成され、海上挺進基地隊を構成した。基地大隊は、航空部隊の場合の飛行場大隊に相当する部隊で、作業中隊3個と整備中隊1個の約900名で構成される。うち作業中隊は出撃基地の建設や防衛を担当し、整備中隊は連絡艇の整備を担当した。作業中隊は防衛戦闘のために歩兵中隊に近い装備を有していた。このようにマルレに関しては組織的運用が行われたため、海軍の特攻艇震洋と異なって出撃命令や戦果、報告などがまとまって記録されることにつながった。
なお、日本海軍でも海上挺進戦隊と同様の特攻部隊として、特攻艇震洋を装備した震洋隊を多数編成している。